# Myrmarachne annamita
Myrmarachne annamita este o specie de păianjeni din genul Myrmarachne, familia Salticidae, descrisă de Zabka, 1985. Conform Catalogue of Life specia Myrmarachne annamita nu are subspecii cunoscute.